# Isidore Borecky
Isidore Borecky (ukrainisch Ісидор Борецький Issydor Borezkyj; * 1. Oktober 1911 in Ostrówek/Ostrivets bei Ternopil, Galizien; † 23. Juli 2003 in Toronto, Kanada) war ein ukrainischer griechisch-katholischer Geistlicher in Kanada und von 1956 bis 1998 der erste Bischof der Eparchie Toronto.

## Leben
Isidore Borechky wurde am 17. Juli 1938 in München von Dionisije Njaradi, Bischof der griechisch-katholischen Eparchie Križevci, zum Priester geweiht. Anschließend ging er nach Kanada, um die dort lebenden ukrainischen Emigranten pastoral zu betreuen. 1938 war er der erste Pfarrer der Ukrainischen griechisch-katholischen Pfarrgemeinde in Brantford (Ontario).
Am 17. Januar 1948 wurde er zum Apostolischen Exarchen von Ost-Kanada und Titularbischof von Amathus in Cypro ernannt. Am 27. Mai 1948 weihten ihn der Erzbischof Basil Vladimir Ladyka OSBM (Apostolischer Exarch der ukrainischen Katholiken von Zentral-Kanada) und die Mitkonsekratoren Erzbischof Constantine Bohacewskyi (Apostolischer Exarch der ruthenischen Kirche in den Vereinigten Staaten) sowie Neil Nicholas Savaryn OSBM (Apostolischer Exarch von West-Kanada) zum Bischof. 1951 übernahm Borecky das Amt des Apostolischen Exarchen von Toronto, dieses wurde 1956 zur Eparchie erhoben und Borecky wurde am 3. November 1956 zum ersten Bischof von Toronto ernannt.

## Bischof
Bischof Borecky war Konzilsteilnehmer an den vier Sitzungsperioden des Zweiten Vatikanischen Konzils (1962–1965), er weihte Michael Bzdel CSsR, den späteren Erzbischof von Winnipeg, zum Priester und war Konsekrator von Michael Rusak CSsR, der das Amt des Weihbischofs in der Eparchie Saints Cyril and Methodius of Toronto ausübte. 
Borecky war Mitkonsekrator von:
- Ivan Prasko zum Titularbischof von Zygris (Apostolischer Exarch von Australien),
- Volodymyr Malanczuk CSsR zum Titularbischof von Epiphania in Syria (Apostolischer Exarch von Frankreich),
- Jaroslav Gabro zum Bischof von Chicago
- Augustine Eugene Hornyak OSBM zum Titularbischof von Hermonthis (Weihbischof in Großbritannien),
- Demetrius Martin Greschuk zum Titularbischof von Nazianzus (Weihbischof in Edmonton) und
- Basil Filevich zum Bischof von Saskatoon.

## Konsekration von Geheimbischöfen
Am 2. April 1977 konsekrierte Kardinal Jossyf Slipyj von Lemberg die Priester Ivan Choma, Stepan Czmil SDB und Lubomyr Husar MSU zu sogenannten „Geheimbischöfen“. Bischof Borecky soll, nach unbestätigten Quellen, als Mitkonsekrator bei diesen Bischofsweihen assistiert haben. Die Weihen wurden im Castel Gandolfo vorgenommen und erst am 22. Februar 1996 vom Heiligen Stuhl bestätigt.

## Disput zwischen Toronto und dem Vatikan
Infolge des Zweiten Vatikanischen Konzils sollten Bischöfe, die das 75. Lebensjahr erreicht hatten, beim Papst ihren Rücktritt anbieten. Bischof Borecky akzeptierte diesen Beschluss nicht und setzte sein Bischofsamt weit über diese Altersgrenze fort. Auf die Spitze dieses Disputs setzte Papst Johannes Paul II. 1992 Roman Danylak als Apostolischen Administrator der Eparchie Toronto ein. Auch gegen diese Maßnahme wandte sich Bischof Borecky, er kritisierte den „Apostolischen Administrator sede plena“ und forderte die Einsetzung eines Koadjutors. Der Streit wurde erst 1998 beigelegt. Die Vermittlung durch Lubomyr Husar aus Lemberg führte zu einer einvernehmlichen Regelung. Am 24. Juli 1998 übernahm Cornelius John Pasichny das Bischofsamt in Toronto. Altbischof Isidore Borecky blieb bis zu seinem Tod am 23. Juli 2003 in Toronto und Roman Danylak wurde Kanoniker in der Papstbasilika Santa Maria Maggiore.